# Zygmunt Szporek

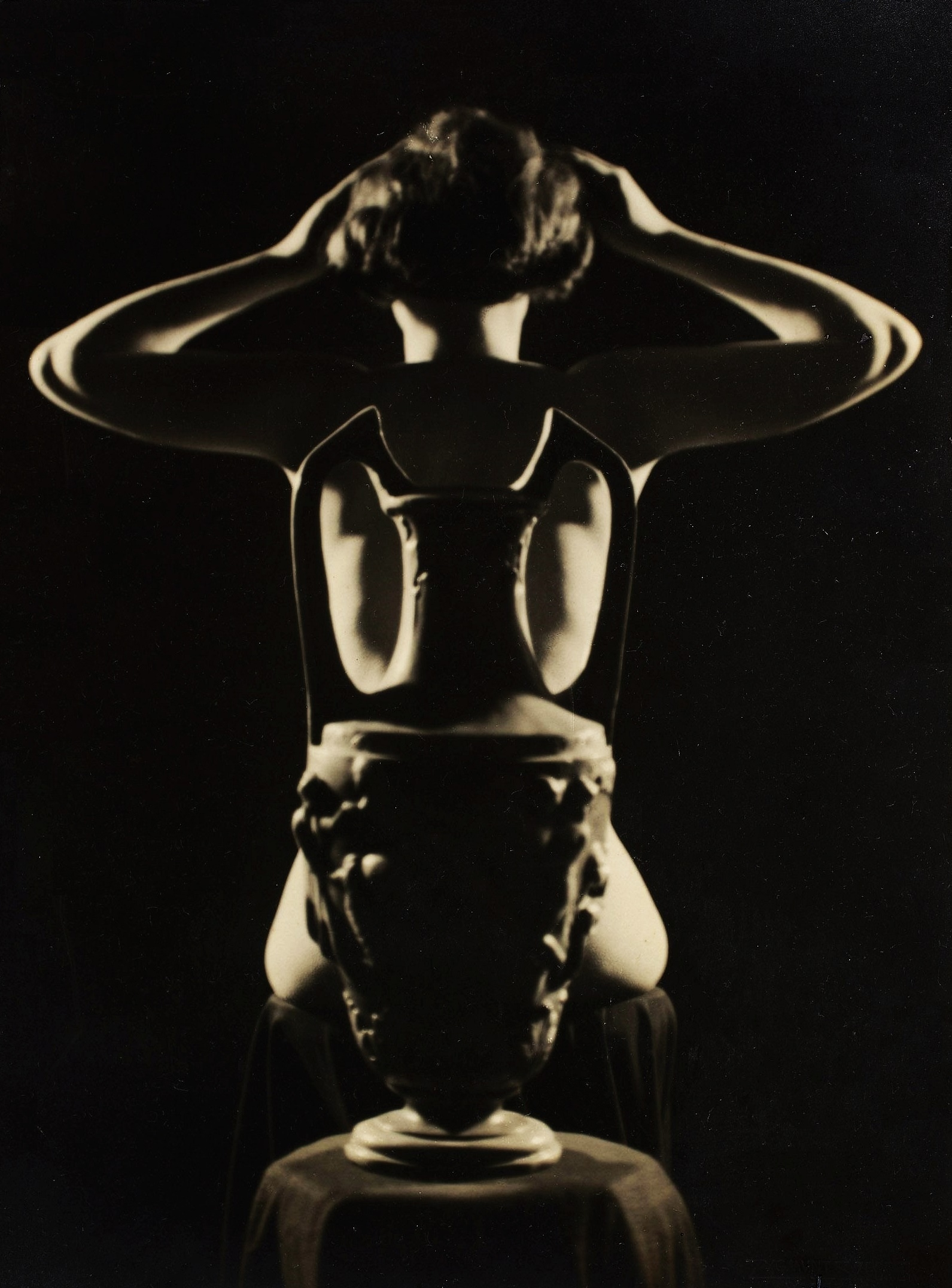
Foto: Zygmunt Szporek

Zygmunt Szporek (ur. 1887 w Stanisławowie, zm. 1941?) – polski artysta fotograf. Członek rzeczywisty Fotoklubu Polskiego. Członek rzeczywisty i członek Zarządu Polskiego Towarzystwa Miłośników Fotografii.

## Życiorys
Zygmunt Szporek związany z warszawskim środowiskiem fotograficznym – po zakończeniu I wojny światowej, od 1920 – mieszkał na stałe, pracował, tworzył w Warszawie. Miejsce szczególne w jego twórczości zajmowała fotografia aktu (częstokroć fotografia aktu na tle przyrody), fotografia krajobrazowa, fotografia pejzażowa oraz fotografia portretowa – w dużej części powstająca w technice bromowej.
Zygmunt Szporek był autorem i współautorem wielu wystaw fotograficznych; indywidualnych oraz zbiorowych w Polsce i za granicą. Jego fotografie otrzymywały wiele akceptacji, nagród i wyróżnień m.in. w Anglii, Austrii, Belgii, Hiszpanii, Holandii, Japonii, Kanadzie, Francji, we Włoszech (m.in. dyplom uznania za osiągnięcia w dziedzinie fotografii pejzażowej – Wiedeń 1928). Były publikowane wielokrotnie w polskiej (m.in. na łamach Fotografa Polskiego) i zagranicznej, specjalistycznej prasie fotograficznej. Był członkiem Polskiego Towarzystwa Miłośników Fotografii, w którym pełnił funkcję wiceprezesa Zarządu PTMF. W tym okresie był inicjatorem wystaw indywidualnych członków Polskiego Towarzystwa Miłośników Fotografii oraz wystaw autorskich innych fotografów (ok. 70. wystaw indywidualnych – w latach 1928–1939). Od 1928 był członkiem komitetu wystawowego PTMA – oceniającego i kwalifikującego fotografie członków do wystaw fotograficznych (krajowych i międzynarodowych).
W 1931 został zaproszony i przyjęty w poczet członków rzeczywistych Fotoklubu Polskiego.
Fotografie Zygmunta Szporka znajdują się (m.in.) w zbiorach Muzeum Narodowego w Warszawie.